# John Rhys
Pour les articles homonymes, voir Rhys.
Sir John Rhys ou Rhŷs, né le 21 juin 1840 et mort le 17 décembre 1915, était un érudit gallois, professeur de la British Academy, celtologue et premier professeur de langues celtiques à Oxford University.